# Luchtverdediging

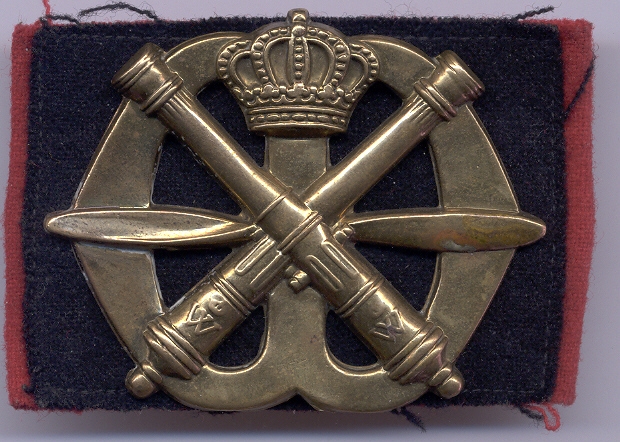
Baretembleem van de Luchtdoelartillerie 1ste model 1947

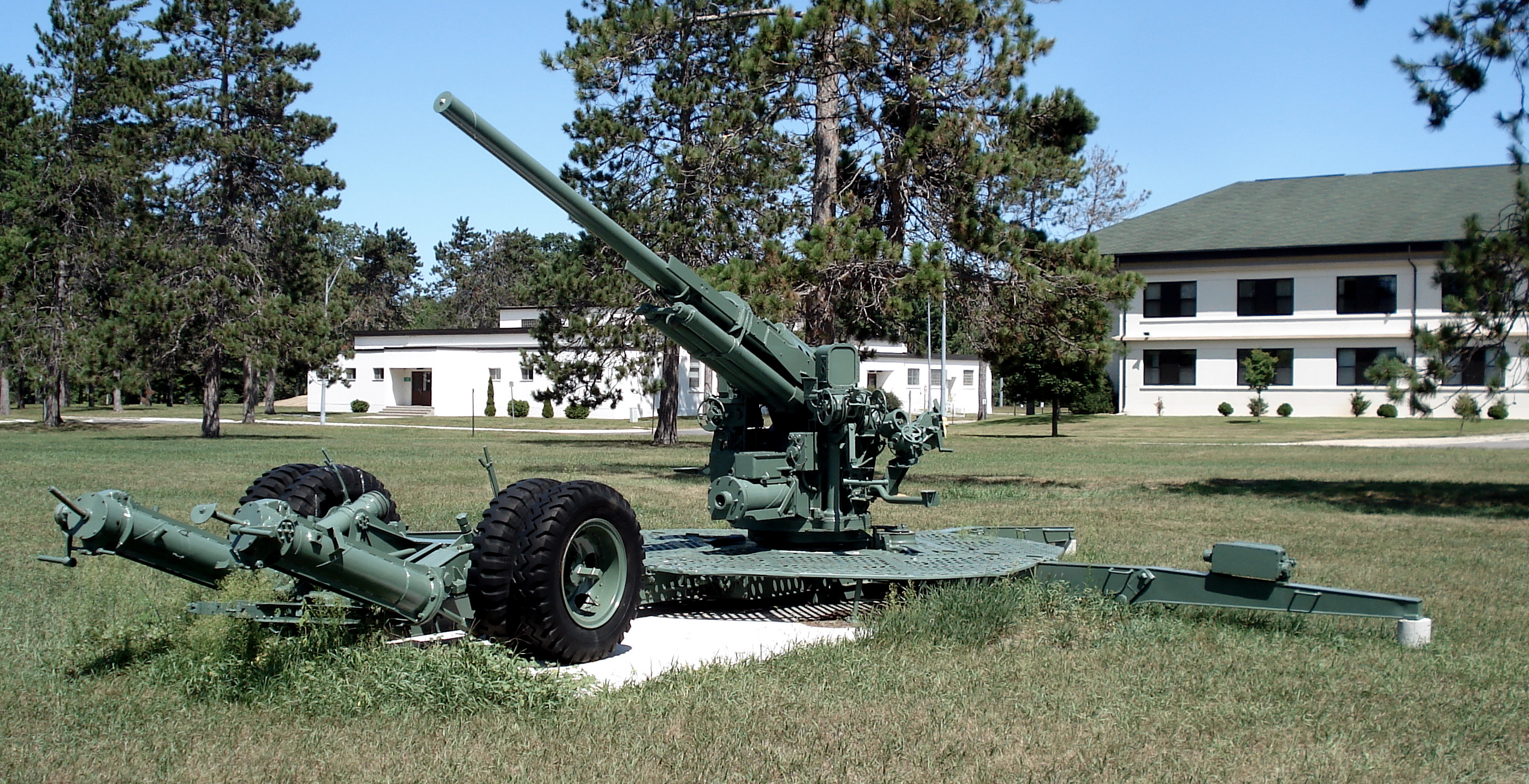
Amerikaans luchtafweergeschut

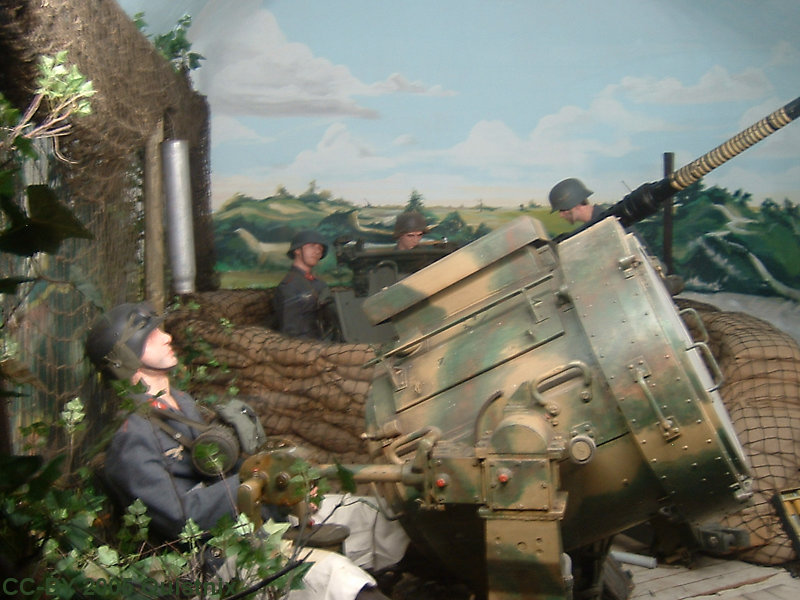
Duits luchtafweergeschut uit de Tweede Wereldoorlog in Hoek van Holland.

Luchtverdediging, ook luchtafweer of luchtdoelartillerie genoemd, is een samenstel van wapens, waarnemings- en richtapparatuur met als doel een object, een militaire eenheid of een gebied tegen luchtaanvallen te beschermen. 
Het wapen kan bijvoorbeeld een machinegeweer of kanon zijn dat omhoog gericht kan worden, maar ook bijvoorbeeld een luchtdoelraket. Op een tank of voertuig geplaatst kan dit voertuig zich in enige mate verdedigen tegen aanvallen door helikopters of laagvliegende vliegtuigen. Veel grotere wapensystemen zoals marineschepen hebben vaak een complex luchtafweersysteem dat bestaat uit opsporingsradar, doelzoekradar, geleide luchtafweerraketten voor de lange en middellange afstand, en raketten of snelvuurkanonnen voor de korte afstand.
Ook gebieden zoals steden of hele landen kunnen door middel van luchtafweer verdedigd worden tegen luchtaanvallen. Gedurende de Tweede Wereldoorlog legde het Duitse leger de zogenaamde Kammhuberlinie aan om de Duitse steden tegen de geallieerde bombardementen vanuit Engeland te verdedigen. De Kammhuberlinie bevond zich op een strook land die vanaf de Noordzeekust meer dan 200 km diep het binnenland in reikte. Op vaste afstanden van elkaar bevonden zich hier waarnemingsposten, radarinstallaties, luchtafweerbatterijen en vliegvelden met dag- en nachtjagers.
Na de Tweede Wereldoorlog, gedurende de Koude Oorlog, werd een luchtverdedigingsgordel (Air Defence Belt) aangelegd in Europa ter verdediging van luchtaanvallen uit het Warschaupact. Deze gordel liep van Noord-Noorwegen tot Turkije en was uitgerust met Nike-Hercules, Hawk en later Patriot raketsystemen maar beschikte ook over luchtverdedigingsjagers.
In Nederland werd in 1950 het Korps Luchtwachtdienst opgericht, een semi-geheim netwerk van luchtwachttorens met vrijwillige waarnemers in Nederland ter bescherming van het Nederlandse luchtruim tegen vliegtuigen uit de Sovjet-Unie. Dit vrijwilligerskorps viel onder het Commando Luchtverdediging van de Koninklijke Luchtmacht. Eigenlijk was dit netwerk reeds bij oprichting al zwaar verouderd, omdat het detecteren van de vliegtuigen volledig op het gehoor werkte. Voor straalvliegtuigen was deze manier van waarnemen te traag en te onnauwkeurig. Het korps werd dan ook in 1968 opgeheven.
Moderne strijdkrachten en landen kennen uitgebreide systemen van luchtafweer voor de korte en de lange afstand. Geleide wapens die vanaf de grond of vanuit vliegtuigen gelanceerd worden spelen daar tegenwoordig een hoofdrol in. Op de korte afstand en tegen laagvliegende vliegtuigen worden naast vanaf de schouder af te vuren geleide wapens ook snelvuurkanonnen gebruikt. 
In het verleden is ook gebruikgemaakt van versperringen tegen luchtaanvallen. Het bekendst zijn de versperringsballonnen die men boven strategische objecten of schepen opliet. De met helium of waterstof gevulde ballonnen werden door een lange staalkabel op hun plaats gehouden. Deze staalkabel vormde een gevaarlijk obstakel voor laagvliegende vliegtuigen. Ook is voor gebruik op schepen geëxperimenteerd met een apparaat dat een kluwen staalkabels de lucht in schoot waarin een aanvallend vliegtuig verstrikt zou moeten raken. Wegens gebrek aan succes is het apparaat nooit operationeel geworden.